# Evgenij Grišin (pattinatore di velocità)
Evgenij Romanovič Grišin (in russo Евгений Романович Гришин?; Tula, 23 marzo 1931 – Mosca, 9 luglio 2005) è stato un pattinatore di velocità su ghiaccio sovietico, che nel 1992 ha assunto la cittadinanza russa.
Con la squadra nazionale dell'URSS divenne campione europeo nel 1956 e vinse l'oro olimpico sui 500 e sui 1500 metri nelle edizioni del 1956 e del 1960.
Grišin fu il primo uomo a infrangere la barriera dei 40 secondi sui 500 m. Ciò avvenne tre anni prima del suo record del mondo ufficiale sotto i 40 s, stabilito il 27 gennaio 1963 sulla pista di Medeo. Grišin corse in 39,6 s durante una gara di test a Squaw Valley, nel 1960, poco dopo la conclusione delle Olimpiadi. Grišin vinse anche due medaglie di bronzo ai Campionati mondiali completi di pattinaggio di velocità, nel 1954 e nel 1956. Nelle sue 14 partecipazioni ai campionati mondiali completi ottenne 14 vittorie nelle singole gare.

## Palmarès

### Giochi olimpici invernali
- 5 medaglie:
  - 4 ori (500 m, 1500 m a Cortina d'Ampezzo 1956; 500 m, 1500 m a Squaw Valley 1960)
  - 1 argento (500 m a Innsbruck 1964)

### Campionati mondiali completi di pattinaggio di velocità
- 2 medaglie:
  - 2 bronzi (Sapporo 1954, Oslo 1956)

### Campionati europei di pattinaggio di velocità
- 1 medaglia:
  - 1 oro (Helsinki 1956)